# Michel Robert (écrivain belge)
Pour les articles homonymes, voir Michel Robert et Robert.
 (août 2022).
Si vous disposez d'ouvrages ou d'articles de référence ou si vous connaissez des sites web de qualité traitant du thème abordé ici, merci de compléter l'article en donnant les références utiles à sa vérifiabilité et en les liant à la section « Notes et références ».
Michel Robert est un écrivain, journaliste, plasticien né à Ixelles en 1965. 

## Biographie
Fils d’un industriel du tourisme (Généralcar), sortant d’humanités greco-latines chez les Jésuites, Michel Robert s’inscrit en 1985 dans une faculté de droit tout en s’investissant dans un mouvement socioculturel Belge et fier de l’être, qui réunira plus de cinq mille étudiants de l’ensemble des universités du pays. Deux livres sont sortis de cette expérience, Tant qu’il y aura des Belges et La Belgique dans tous ses états.
Tenté par l’aventure du secteur privé, il rejoindra un temps le groupe suisse de communication Trimédia pour s’occuper de la communication générale de quelques sociétés d’importance. Il ralliera par la suite l’entreprise familiale de tourisme tout en s’investissant dans une nouvelle association socioculturelle, la Fondation francophone de Belgique.
Ces activités ne le dispenseront pas de continuer à écrire. Il réalisera notamment une biographie de l’auteur de BD Jacques Martin (La Voie d’Alix, éditions Dargaud, 1999) ou un essai sur le philosophe Pascal de Duve (Pascal de Duve, Lettre à un ami disparu, éd. La Renaissance du Livre, 2001 ; réédition sous forme de post-face au roman de Pascal de Duve Izo, éd. Espace Nord, 2017).

### Historiographe de Maurice Béjart
C’est le 5 novembre 1994 au Palais des Beaux-Arts de Bruxelles que Michel Robert fit la connaissance de Maurice Béjart et que débuta une relation privilégiée qui se terminera après 14 ans d’expérience humaine exceptionnelle. 14 ans de découverte, de dialogue sur tout : la danse, la politique, le monde, le sexe, la religion, l’éthique, l’être. De Lausanne à Paris, de Bruxelles à La Haye, de Grenade à Milan, leur relation se transforma au fil des ans en une amitié forte et sincère jusqu’à ce que Maurice Béjart adoube Michel Robert d’un titre, celui de son historiographe officiel.
Cette mission se concrétisera par la sortie de trois livres : Conversations avec Maurice Béjart (La Renaissance du Livre, 2000), Ainsi danse Zarathoustra (Actes Sud, 2006) et enfin de l’ouvrage important Maurice Béjart, une vie (Luc Pire, 2008) qui révèle pour la première fois l’essentiel de l’œuvre de Maurice Béjart (1946–2007).
Au décès du fameux chorégraphe et à l’instigation de l’État belge, il créera début 2008, en compagnie d’éminentes personnalités de tous bords, une Fondation d'utilité publique, la « Maison Maurice Béjart Huis ».

### L’artiste plasticien
Michel Robert découvre sa fibre artistique lors d’une représentation de ballet au Théâtre royal de la Monnaie en 1990. Il réalisera quelques collages à partir des textes et images retenus de ce spectacle et continuera cette nouvelle recherche créative en côtoyant le peintre Nino Giuffrida (Montmartre), l’artiste Akarova (Ixelles) ou encore les peintres artisans d’Héraklion (Crète). Les années passeront et c’est en 1994 qu’il présentera une première exposition. Il y connaîtra un premier succès public qui ne se démentira pas, puisqu'il compte plus de quatorze expositions à son actif et un ouvrage néosurréaliste intitulé Le Manifeste du siècle (Le Typographe - éditions du Cygne, 2008).

### Autres activités
1994 est également l’année de ses premières élections communales. Résultat : Michel Robert devient conseiller de l’aide sociale de la commune d’Ixelles tout en présidant la section des jeunesses libérales qui deviendra la plus importante de la Fédération Wallonie-Bruxelles. Au cours de la législature, il occupera également le poste de conseiller communal et d’administrateur d’intercommunales.
Aux élections de 2000, il doublera ses voix et fondera la Fête du livre d’Ixelles. C’est en 2003 qu’il co-fondera les éditions du Cygne qui avaient à l’origine l’objectif de promouvoir le rayonnement culturel de la commune d’Ixelles et, plus largement, les lettres belges francophones. Cela s’est traduit entre autres par la réédition de l’ouvrage de Marcel Broodthaers, La Bête noire (2003) ou d’Entretien avec Hubert Nyssen (2005). Réélu conseiller communal en 2006 et par ailleurs secrétaire politique du MR d’Ixelles, de nouvelles fonctions lui avaient été confiées au sein d’intercommunales et d’infrastructures régionales.
En 2010, il quittera la politique active pour se consacrer au développement de la Maison Béjart ainsi qu’à ses activités d’écrivain-artiste. En 2011 sortira l’ouvrage Béjart si Dieu le veut (éd. Racine). En 2016 sortira La vie est un voyage, auto-biographie du baron Jacques Franck (éditions Luce Wilkin) dont Michel Robert fut le secrétaire de rédaction.
2018 a vu notamment l’édition d'entretiens avec Amélie Nothomb et différentes manifestations pour le 10e anniversaire de la Maison Maurice Béjart. En 2019, la Maison Béjart produit deux nouvelles compagnies de danse: "Baejahn" et "Narcisse".

## Œuvres
- Tant qu'il y aura des Belges, Belmédia, 1992
- La Belgique dans tous ses états, Fondation belge, 1994
- La Voie d'Alix, Dargaud, 1999  (ISBN 2-205-04762-0)
- Conversations avec Maurice Béjart, La Renaissance du livre, 2000  (ISBN 2804603830)
- Pascal de Duve, lettre à un ami disparu (préface d'Amélie Nothomb), La Renaissance du livre, 2001  (ISBN 2804604675) (OCLC 46470313)
- Errances bruxelloises, éditions du Cygne, 2004
- Ainsi danse Zarathoustra, Actes Sud, 2006  (ISBN 2-7427-6189-6)
- Le Manifeste du siècle, éditions Le Typographe - éditions du Cygne Belgique, 2008
- Maurice Béjart, une vie, La Renaissance du livre, 2008
- Béjart. Si Dieu le veut, éditions Racine, 2011
- Amélie Nothomb, La bouche des carpes, entretiens avec Michel Robert, éditions Archipel, 2018
  - La bocca delle carpe. Conversazioni con Amélie Nothomb, edizioni Voland, 2019 (traduction italienne)